# Румынская мафия
Румынская мафия (рум. Mafia Românească) — собирательное название организованных преступных группировок, состоящих из этнических румын (нередко румынских цыган) и/или базирующихся в Румынии. Согласно отчётам Европола, наиболее активны в Северной Италии (бригада Ораза), Испании и частично в США. Занимаются преимущественно наркоторговлей и различными видами мошенничества (в том числе хищении средств с кредитных карт), однако также вовлечены в похищения людей, организацию проституции, подделку документов и преступления против частной собственности. Члены румынской мафии причастны к 75 % случаев похищения людей в Европе и их продаже в рабство.
Полиция Квинсленда считает, что значительную часть мошеннических операций с кредитными картами в Австралии проводят именно румынские преступники, и причиной тому является тот факт, что значительная их часть имеет техническое образование, связанное с математикой и информатикой (программисты, сотрудники вычислительных центров) — во время существования коммунистической Румынии специалисты по программированию были широко востребованы в странах ОВД.

## Преступные кланы
- Спортиви. Центр — Бухарест. Лидер — Александру Катана. Деятельность — проституция, мошеннические кредиты, ограбления домов, нелегальная торговля наркотиками, подпольные казино, войны с конкурентами. Катана — основатель подпольного казино Poker Patatu[4].
- Геносу. Центр — жудец Дымбовица, связан с кланом Кордуняну и братьями Нуцу и Силе Кэмэтару. Лидер — Флориг Гиня (Геносу). Деятельность — наркоторговля, сутенёрство, рэкет[4]. Геносу отбывает тюремный срок за компьютерное преступление и шантаж[5], братья Кэмэтару отбывают также тюремные сроки (Нуцу — 6 лет, Силе — 13 лет)[6]
- Рохозяну. Центр — Арад, наиболее крупный клан в Западной Румынии. Лидер — Уцу Рохозняну. Заклятые враги клана Клаудиу Бадерки из Тимишоара[4]. Рохозняну был арестован в 2009 году и получил тюремный срок в 8 лет[7], Бадерка — 7 лет[8].
- Василе. Центр — жудец Вранча. Лидер — Костикэ Аргинт. Деятельность — контрабанда сигарет, мошеннические кредиты и угон автомобилей. Занимаются также рэкетом в Италии[4]. Аргинт арестован в итальянском Тиволи (Лацио) в 2010 году[9].
- Ферару. Центр — Бузэу. Лидер — Костел Ферару. Деятельность — организация проституции в Испании. Ферару отбывает 6-летний тюремный срок[4].